# Santa Ana del Yacuma
Santa Ana del Yacuma è un comune (municipio in spagnolo) della Bolivia capoluogo della provincia di Yacuma (dipartimento di Beni) con 16.291 abitanti (dato 2010).

## Storia
La città di Santa Ana del Yacuma è stata fondata il 26 luglio 1708 dal sacerdote gesuita Fray Baltazar Espinoza di origine peruviana. Fu un piccolo villaggio fino alla metà degli anni settanta del XX secolo, quando la sua popolazione crebbe fino a raggiungere un massimo di circa 25.000 abitanti negli anni ottanta. Venne dichiarata città nel 1986.

## Geografia fisica
Nei pressi della città, il fiume Yacuma si unisce al fiume Mamoré, circa nel centro geografico del dipartimento di Beni.

## Cantoni
Il comune è suddiviso in 2 cantoni (popolazione al censimento 2001):
- Santa Ana del Yacuma - 14.870 abitanti
- José Agustín de Palacios - 3.784 abitanti